# Zarcillo (ent)
Zarcillo (Leaflock en el original en inglés), o Finglas en sindarin, es un personaje ficticio que forma parte del legendarium creado por el escritor británico J. R. R. Tolkien. Se trata de un personaje menor, pues tan sólo aparece mencionado en la segunda parte de El Señor de los Anillos: Las dos torres. Pertenece a la raza de los ents, unos seres ficticios cuya forma corporal se asemeja a un árbol, aunque poseen capacidades humanas como las de pensar, hablar o andar. Junto con Bárbol y Corteza es uno de los primeros de su raza que aparecieron en la Tierra Media y por tanto uno de los más viejos al final de la Tercera Edad del Sol, época en la que se desarrolla la novela. 
Bárbol se lo describe a los hobbits Merry Brandigamo y Pippin Tuk como un ent muy arbóreo, cubierto de hojas, y decaído por la edad, ya que se pasaba los días durmiendo. Por estar cubierto de hojas, su nombre en la lengua sindarin era Finglas, que podría traducirse como «mechón de hoja»: fînd («mechón») + lass («hoja»).